# UnivPécs
Az UnivPécs (néha saját megnevezésében is Univ Pécs) a Pécsi Tudományegyetem kéthetente megjelenő hírlapja, amelyet az egyetem dél-dunántúli épületeiben, és Pécs szórakozóhelyein, kulturális intézményeiben terjesztenek 12 000 példányban. Híreiben, interjúiban elsősorban az egyetem általános és hallgatói ügyeivel foglalkozik, másodsorban Pécs (ritkábban Szekszárd) kulturális és fiatalokat érintő ügyeit tárgyalja.

## Története
Az UnivPécs 2000-ben született meg az újonnan létrejött Pécsi Tudományegyetem marketingstratégiájának részeként. Pécs egyetemei korábban több lapot életre hívtak, ilyenek voltak a nyolcvanas évek végéig működő Universitas, majd a kilencvenes években működő legendás Pécsi Campus.
Az UnivPécs eredetileg 8 oldalon, fekete-fehér kivitelben, 10 000 példányban jelent meg. Mára a terjedelem 24-28 oldalra  (olykor még többre, főleg ha kéthavonta megjelenik művészeti melléklete, a Forma vagy más melléklet) duzzadt, s a lap színesben jelenik meg 12 000-es példányszámban. Szemeszterenként 8-8 alkalommal jelenik meg, ingyenesen, ezzel a legnagyobb példányszámú magyar egyetemi lap[forrás?]. Részben az egyetem finanszírozza, de támogatja az Egyetemi Hallgatói Önkormányzat is, míg a megjelenéshez szükséges egyéb forrásokat hirdetésekből és pályázatokból valósítja meg a szerkesztőség.

## Külső hivatkozások
Az UnivPécs weboldala